# A Dnyeszter Menti Köztársaság zászlaja
A Dnyeszter Menti Köztársaság zászlaja a Dnyeszter Menti Köztársaság (Transznisztria) jelképe, amely nemzetközileg el nem ismert államként létezik Moldova keleti határán. A zászlót a Szovjetunió zászlajának mintájára tervezték, mivel a terület lakói többségében orosz és ukrán nemzetiségűek, és az ország politikailag is Oroszországhoz közel áll.
A zászló három vízszintes sávból áll, felülről lefelé:
- Vörös: az állam szocialista történelmét és hagyományait szimbolizálja,

- Zöld: a föld termékenységét és a vidék mezőgazdaságát képviseli,

- Vörös: ismétlésként az alsó sávban is szerepel.

A zászló bal felső részén a sarló és kalapács szimbóluma található, amely a szovjet korszak örökségét idézi, valamint egy aranycsillag is van fölötte. Ez a zászló egyike azon kevés mai országos zászlóknak, amelyek továbbra is viselik a kommunista jelképeket.

A 2017-ben elfogadott "orosz verzió"

2009-ben a Legfelsőbb Tanács megtárgyalta azt a javaslatot, hogy a polgári zászlót – amely sarló és kalapács nélkül sima piros-zöld-piros színű – egy új zászlóra cseréljék, amely három vízszintes sávot tartalmaz; fehér, kék és piros színekben, ami majdnem megegyezik az Oroszországi Föderáció zászlajával, de eltérő képaránnyal (Oroszország 2:3 helyett 1:2). A társhivatalos nemzeti lobogó elsődleges oka az, hogy jelzi az Oroszországgal való szorosabb kapcsolatok iránti vágyát, amely garantálja Dnyeszteren túli függetlenséget Moldovától. Egy nemzetközileg elismert 2006-os népszavazáson a jelentések szerint a Dnyeszteren túliak 97,2%-a az Oroszországgal való szabad társulás fokozása mellett szavazott. Az új zászlót az állami zászló mellett használják. 2017 áprilisában a Legfelsőbb Tanács elfogadta azt az indítványt, amely az új dizájnt Transznisztria társhivatalos nemzeti zászlajává tette.

## Forrás
- State Flag of the Pridnestrovian Moldavian Republic. president.gospmr.org